# Tynelia flavodorsata
Tynelia flavodorsata är en insektsart som beskrevs av Fonseca. Tynelia flavodorsata ingår i släktet Tynelia och familjen hornstritar. Inga underarter finns listade i Catalogue of Life.